# Арефа Затвірник
Арефа Затворник (? — † бл. 1195, Київ) — православний святий, чернець Печерського монастиря. Преподобний. Пам'ять 11 жовтня і 6 листопада.

## Життєпис
Народився в Полоцьку. Відзначився жадібністю і скнарістю. Але після того, як був пограбований і тяжко захворів, покаявся і зрікся від багатства. Вже будучи ченцем Печерського монастиря, прп. Арефа зовсім змінив спосіб життя: зробився милостивий і лагідний, роздав своє майно вбогим і провів залишок днів у затворі.

Ось як оповідає про цю внутрішню зміну Печерський Патерик: 
У Печерському монастирі був один чорноризець, на ім'я Арефа, родом з Полоцька; він тримав таємно в своїй келії велике багатство і настільки був одержимий скупістю, що ніколи не подав і однієї дрібної монети на милостиню бідним, і сам не витрачав ні на що потрібне.
Одного разу вночі прийшли злодії і вкрали весь його набуток. Тоді він у великій скорботі і тузі ледь не позбавив себе життя. І почав він підозрювати неповинних, і багатьох мучив він без правди. Братія ж вся молила його припинити розшуки і втішала так: «Брат, „Свого тягара поклади ти на Господа, і тебе Він підтримає“ (Пс. 54:23)». Він же нічого не слухав і дошкуляв всім жорстокими словами. Через кілька днів впав він в недугу люту, і вже був близький до смерті, але не переставав нарікати і ганити.
Але Милосердний Господь, «Який хоче, щоб усі люди спаслися» (1Тим. 2:4), явив на ньому милість Свою. Одного разу хворий, лежачи в хворобі, як мертвий, після довгого мовчання раптово голосно перед усіма почав кликати з криком: «Господи, помилуй; Господи, прости; Господи, згрішив я, воно Твоє, не шкодую його». І потім, раптом вставши від хвороби, розповів, що причиною його крику було таке видіння. «Бачив я, — сказав він, — що прийшли до мене Ангели і бісівський полк і почали сперечатися про вкрадене у мене багатство. Біси говорили, що я не прославив за те Бога, але зневажив Його, тому я — їхній, і повинен бути їм відданий. Ангели ж сказали мені: „О окаянна людина, якщо б ти дякував Богові за викрадення маєтку свого, воно залічено б тобі в милостиню, як Іову. Якщо хто творить милостиню — це велика справа перед Богом, тому що творить по своїй волі. Але якщо хто викрадення насильством терпить з вдячністю, та людина перетворює диявольську спокусу в благо. Диявол, бажаючи втягнути людину в хулу, робить так, вдячна ж людина віддає все Богу, тому це і дорівнює милостині“. Коли так сказали мені Ангели, я закричав те, що ви чули: „Господи, помилуй; Господи, прости; Господи, згрішив я; Твоє є, не шкодую його!“ І тоді негайно біси зникли, Ангели ж зраділи і, поставивши мені загибле срібло в милостиню, відійшли».
Блаженний же Арефа, якого напоумив Бог, з тих пір змінився на краще розумом і вдачею, так що всі дивувалися. Той, кого раніше ніхто не міг утримати від хули, ніколи потім не припиняв хвалу. Також і в інших своїх гріхах він каявся ревно, перебуваючи в нелицемірній бідності, послуху, дбаючи не лише про чистоту зовнішню, а й внутрішню, подвизаючись в молитві, безперестанному безмірному посту, і був багатий багатьма іншими тілесними і душевними чеснотами.
Після багатьох трудів преставився він на вічний спокій і покладений з честю в печері, де чудотворним нетлінням мощей своїх свідчить і про помилування своє, і про блаженство своє, рівному блаженству милостивих.

В акафісті всім Печерським преподобним про нього сказано: |  | «Радуйся, Арефо, бо Господь милість свою на тобі показав; радуйся, бо Господь вкрадене багатство твоє на милість для тебе повернув». |

Преставився близько 1195 року. Його мощі спочивають у Ближніх печерах, неподалік від мощей Онисифора Печерського.